# Argina amanda
Argina amanda là một loài bướm đêm thuộc phân họ Arctiinae, họ Erebidae.